# حوش الفارة
حوش الفارة قرية سوريّة تتبع إداريّاً لمحافظة ريف دمشق منطقة مركز ريف دمشق ناحية دوما، بلغ تعداد سكانها 2,451 نسمة حسب التعداد السكاني لعام 2004.